# Carlos Fuentes
Carlos Fuentes (Panama, 11. studenoga 1928. – Mexico City, 15. svibnja 2012.) je meksički pisac i esejist. 
Među njegovim djelima izdvajaju se "Smrt Artemija Cruza" (1962.), Aura (1962.), Stari gringo' (1985.) i Christopher nerođeni (1987.). 
U tekstu povodom njegove smrti New York Times opisao ga je kao "jednog od "najpoštovanijeg pisca sa španjolskog govornog područja" ističući njegov značajan utjecaj na tzv. "El bum eksploziju" latino-američke literature 60.-ih i 70.-ih godina 20. st., dok ga je Guardian nazvao "najvećim meksičkim piscem". 
Njegove mnoge literarne nagrade između ostalih uključuju nagradu "Miguel de Cervantes" kao i najveće meksičko priznanje medalja časti "Belisario Domínguez". Često je spominjan kao jedan od glavnih favorita za dobivanje Nobelove nagrade, ali je nikada nije dobio.